# Molí del Comte (Balaguer)
El Molí del Comte és un edifici del municipi de Balaguer (Noguera) inclòs en l'Inventari del Patrimoni Arquitectònic de Catalunya.

## Descripció
Edifici d'enormes dimensions abandonat. En les dues portalades s'hi veuen escuts molt ben elaborats, i en un d'ells l'any 1786 esculpit. Pel costat i a un nivell molt elevat són visibles dos cacaus d'1,5 m cadascun. El molí es troba darrere l'edifici ressenyat i molt malmès. Tanmateix, sembla de construcció més antiga.
S'hi va prenent l'anomenat Camí de Vallfogona que surt del km 28,5 de la carretera C-13 (Eix del Pallars). No està senyalitzat.